# IC 4463
IC 4463 ist eine Spiralgalaxie vom Hubble-Typ S? im Sternbild Bärenhüter am Nordsternhimmel. Sie ist rund 497 Millionen Lichtjahre von der Milchstraße entfernt.
Entdeckt wurde IC 4463 am 10. Mai 1904 von Royal Harwood Frost.